# Ceresit

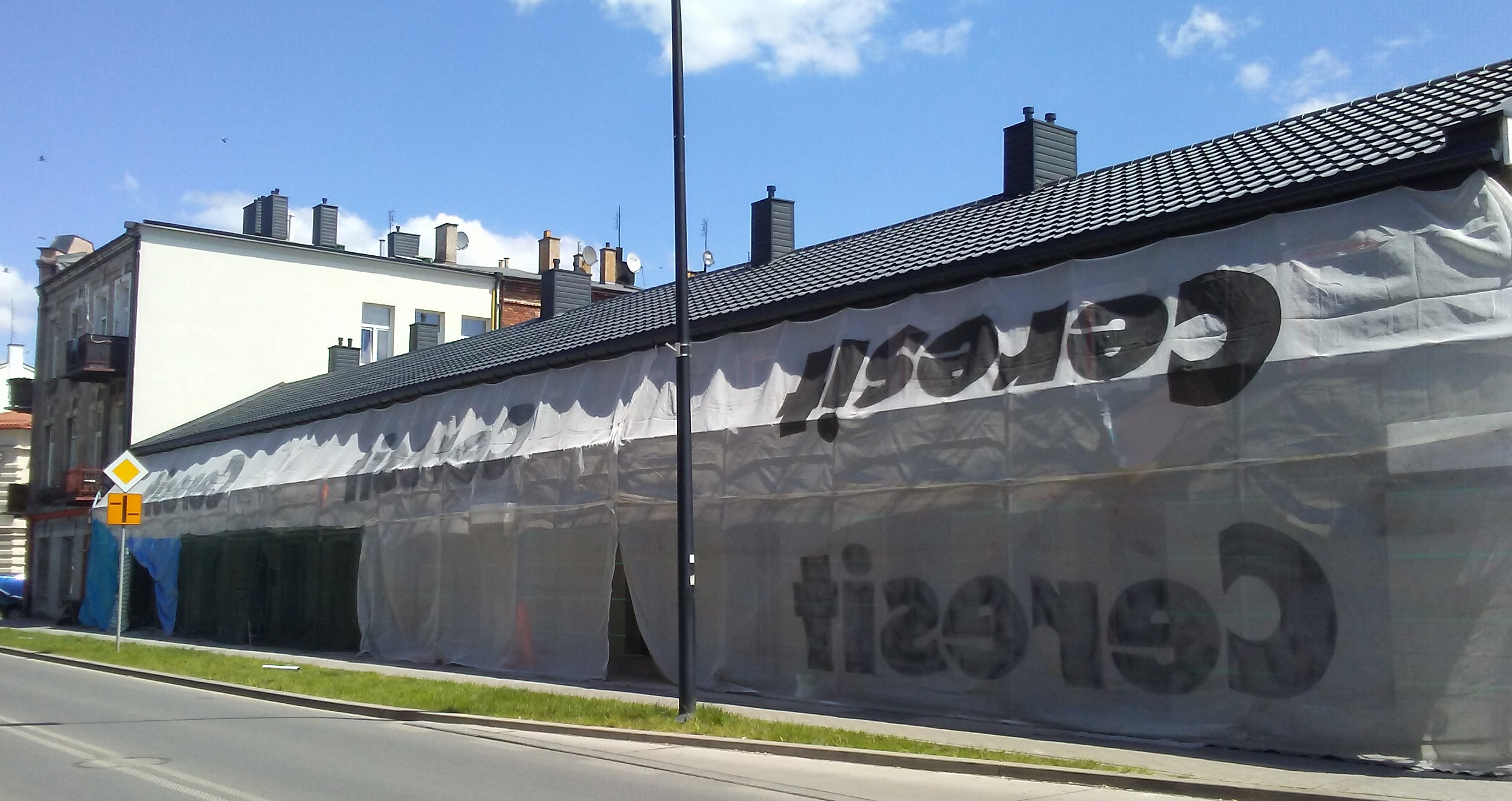
Реконструкция завода Ceresit в Томашуве-Мазовецки, Польша

Ceresit (рус. Церези́т) — завод сухих строительных смесей немецкого концерна Henkel со штаб-квартирой в Дюссельдорфе. Продукция под брендом Ceresit продаётся примерно в 60 странах мира. Это включает в себя системные решения для укладки плитки, а также новое строительство, реконструкцию и реновацию для домашних мастеров. Изделия для мастеров продаются под названием Ceresit Bautechnik.

## История
В 1898 году Ганс Вуннер получил германский императорский патент под номером 103733 на битумный гидроизоляционный материал для производства водостойких цементных растворов. В 1905 году предприниматель из Хагена Бернхард Вильгельм Функе основал компанию Dattelner Bitumenwerke GmbH в качестве основного акционера вместе с четырьмя другими партнёрами, чтобы использовать патент, первоначально по лицензии для Пруссии.
После того, как в 1906 году владелец патента Ганс Вуннер присоединился к компании в качестве акционера и передал права на использование по всему миру, тогдашний управляющий директор Леопольд Хеппе в 1907 году перенёс производственную площадку в Унну и изменил название на Wunner'sche Bitumenwerke GmbH. В 1908 году Пауль Мекке (родившийся в 1860 году), получивший докторскую степень по химии, разработал герметик Ceresit для компании Wunner'sche Bitumenwerke GmbH, который получил всемирный патент под номером 200968. К 1911 году были созданы дочерние компании, в том числе в Чикаго, Лондоне, Вене и Варшаве. В 1920-е годы Мекке стал техническим директором компании и получил несколько других патентов, в том числе процессы производства атмосферостойкой, моющейся известковой краски, процессы производства прочных масляных эмульсий для красок и приготовления масляных красок, процессы производства водостойкой штукатурки для перьевого раствора, процессы производства водостойкого цемента или извести для ускорения затвердевания цемента.
В 1962 году компания была переименована в Ceresit-Werk GmbH, а ассортимент был расширен за счёт добавления красок и штукатурок. Важные изобретения: штукатурка (появилась в 1950 году), растворитель бетона, наполнители для лёгкого бетона, строительный раствор Ceromax (появился в 1955 году), тонкослойный клей для плитки (появился в 1966 году), полная система теплоизоляции (появилась в 1970 году) и готовый к использованию дисперсионный клей для плитки.
В 1987 году компания Henkel приобрела компанию Ceresit GmbH. В 1992 году линии продаж были разделены на бренды DIY Ceresit, DIY и Ceresit Bautechnik. Компания Ceresit GmbH была исключена из торгового реестра.
В 1997 году в ассортимент был добавлен осушитель воздуха Ceresit Anti-Feucht. В 2006 году компания Ceresit разработала клей для плитки с низким содержанием пыли Microgranulate Tile Adhesive Highly Flexible.

## Продукция
Продукция Ceresit включает в себя клеи для плитки, строительные растворы, смеси для выравнивания пола, силиконы/герметики, ремонтные средства, декоративные штукатурки для стен, средства для гидроизоляции и пропитки зданий, а также осушители воздуха.

## Специальные проекты
На всемирной выставке 1910 года в Брюсселе был показан павильон Ceresit, который стоял на глубине 1,5 метра в воде. Расход составлял 60000 литров воды в час. Благодаря водонепроницаемой штукатурке внутри павильона нет пыли.
Участок Великой Китайской стены длиной 747 метров был восстановлен с использованием Ceresit и другой продукции Henkel. Работа заняла шесть лет.

## Ceresit в России
В России Ceresit начал свою деятельность в 2002 году. Официальным дистрибьютером стало подразделение ООО «Хенкель Баутехник». Заводы компании находятся в Коломне, Коркино, Сенгилеевском районе, Кочубеевском, Новосибирском районе и Тосно.